# مصادر المجانية
المصادر الحرة هي مصادر تطرح للاستخدام دون أي مقابل مادي ولفترة زمنية غير محدودة مع السماح بقراءة هذا النص وتوزيعه والتعديل عليه وهذا ما يزيد من شريحة المبدعين خاصة في عالم البرمجة والكمبيوتر والتكنولوجيا.من حيث  البرامج, حتى نطلق على أحدها برنامجاً مجاني، يجب أن يكون أي شخص قادراً على الوصول للكود المصدري للبرنامج إضافة إلى كون رخصة البرنامج لا تمنع التعديل على الكود وإعادة توزيعه مرة أخرى.
بمعنى آخر، إمكانية رؤية شفرة البرنامج الأصلية وإمكانية إضافة أي تعديل عليها ومن ثم توزيع البرنامج مجدداً بدون خرق لأي قانون يمكننا أيضا اعتبار المصادر المفتوحة مصادر مجانية وذلك لقلة تكلفتها وبعضها يكون بالفعل مجاني.

## أهميـتــها
تعتبر المصدر المجانية من الأمور الجيدة التي تفيد مجموعة من المستخدمين حيث أنها تساعدهم من ناحية الحصول على معلومات ,كتب، برامج مجانية وبدون تكلفة مالية. وهي الآن أحد أهم عوامل تطوير البرمجيات، وقد لاحظنا ذلك في الفترة الأخيرة من ظهور برمجيات عالية المستوى في مختلف التخصصات والأصناف من وسائط متعددة وسائط متعددة ونظم تشغيل نظام تشغيل ومتصفحات إنترنت ومضادات الفيروسات والملفات المشبوهة وبرامج الحماية وحتى الألعاب.

## الميزات الأساسية لأي ترخيص
بما أن البرمجيات مفتوحة المصدرتكزن تقريباً مصادر مجانية فإن  البرمجيات التي  يكون كودها المصدري متاحاً بشكل مجاني وعمومي، عبر اتفاقية ترخيص تبين ما يسمح للشخص فعله بالكودومنها
- حرية إعادة توزيع البرنامج
- توفر النص المصدري للبرنامج، وحرية توزيع النص المصدري.
- حرية إنتاج برمجيات مشتقة أو معدلة من البرنامج الأصلي، وحرية توزيعها تحت نفس الترخيص للبرمجيات الأصلي.
- من الممكن أن يمنع الترخيص توزيع النص المصدري للنسخ المعدلة على شرط السماح بتوزيع ملفات التي تحتوي على التعديلات بجانب النص الأصلي.
- عدم وجود أي تمييز في الترخيص لأي مجموعة أو أشخاص.
- عدم وجود أي تحديد لمجالات استخدام البرنامج.
- الحقوق الموجودة في الترخيص يجب أن تعطى لكل من يتم توزيع البرنامج إليه.[2]

## هناك العديد من الإيجابيات التي يتمتع بها منهج المصدر المجاني منها

### التكلفة المنخفضة
في حاله البرامج المفتوحة. بما أن العاملين في تطوير البرامج المفتوحة هم في معظم الأحيان متطوعين مما يجعل معظم البرامج المفتوحة تكون بالمجان ولا يتطلب دفع أي مبلغ للحصول على ترخيص للاستخدام أو للدعم الفني.في رأي ستيفن ويبر ثمة عدة عوامل تصلح معاً لتفسير تطوع المبرمجين.أولاً، أن الكثير من المبرمجين الذين يشاركون في تطوير برامج المصدر المفتوح هم مبرمجون محترفون يستغلون أوقات فراغهم في إبداع البرامج التي يرغبون حقاً في تطويرها، وثانياً، أن بعضاً من مبرمجي المصدر المفتوح هم طلبة أو أشخاص لم يلتحقوا بعد بسوق العمل، ومن ثم فإنهم يشاركون في تطوير برامج المصدر المفتوح لاكتساب المهارات اللازمة - مجانا ً- للحصول على وظيفة جيدة في إحدى شركات التكنولوجيا.خاصة أن نجاح أي من برامج المصدر المفتوح يحقق لهم شهرة تجعلهم محط أنظار الشركات الكبرى كما حدث مع “بن جرودجر” الذي أشرف على تطوير متصفح الإنترنت المجاني “فيرفكس” ذائع النجاح (قام بتحميله من على الإنترنت حوالي 10 ملايين شخص في 4 أشهر). فقد حصل ذلك الشاب، وعمره 24 عاماً، على وظيفة مرموقة أخيراً لدى شركة “جوجل”؛ محرك البحث الشهير على الإنترنت."

### سهولة التطوير
تعتبر من أهم مميزات منهجية المصدر المجاني كون المستخدمين يستطيعون المشاركة في عملية التطوير وذلك بالإبلاغ عن أي خلل أو مشكلة تظهر أثناء استخدام البرنامج والتي يقوم المتطوعون بإصلاحها فوراً.هناك أيضاً من يعتقد بأن البرامج المفتوحة ليست ذات جودة عالية ولكن وجود العديد من التطبيقات ذات الجودة العالية جداً ينفي هذا الاعتقاد. على سبيل المثال: نظام التشغيل الشهير لينكس جنو/لينكس وخادم الويب أباتشي خادوم إتش تي تي بي أباتشي وأيضاً لغة البرمجة بي إتش بي  بي إتش بي

### بناء مجتمعات افتراضية
أثبتت الدراسات كون وجود معتقدات قوية لدى الناس في البرامج المجانية من شأنه التأثير على اتخاذ القرارات في مجتمع ما، وأن المجتمعات تعمل بجهد من أجل جعل الانضمام للمجتمع أمر جيد وحسن. ومن الواضح هنا بأن المجتمعات مهمة جداً وأساسية، فتجد فريق كبير من المبرمجين يطورون البرنامج بمساعدة أعداد كبيرة جداً من المستخدمين والذين يقومون بدورهم بتزويد المبرمجين بالتعليقات والتبليغ عن الأخطاء، وهذه هي نقطة الجمال في مجتمعات المصادر المجانية.

## أمثـــــلة
- نظام التشغيل لينيكس

نبذه سريعة:
في نهاية عام 1990 قام طالب في جامعة هلسينكي في فنلندا بالإعلان عن مشروع يعمل عليه. الطالب هو لينوس تورفالدس، والمشروع كان نظام تشغيل بسيط. وقد اختار لينوس تورفالدس أن يضع مشروعه تحت ترخيص البرامج الحرة, مما أتاح لمن يريد إمكانية الاطلاع على النص المصدري لهذا النظام، والعمل على تعديله وتطويره، نتيجة لذلك، شارك الآلاف من المبرمجين المتطوعين حول العالم في المشروع.
- المتصفح فايرفكس

نبذه سريعة:
هو متصفح ويب، يتم تطويره من قبل مؤسسة موزيلا.
تهدف مؤسسة موزيلا بفيرفكس إلى تطوير متصفح سريع، صغير، قابل للتوسيع والتطوير، منفصل عن طقم موزيلا.
هناك أمثله أخرى كثيرة عن بعض البرامج المجانية التي بإمكان أي مستخدم استخدامها أو تحميلها منها:
- microsoft office
- MSN messenger
- photoshop

## المــــراجع
1. ↑  الصفحة الرئيسية - مدونة نبيل نسخة محفوظة 19 مايو 2017 على موقع واي باك مشين.
2. ↑  News | Open Source Initiative نسخة محفوظة 02 أغسطس 2018 على موقع واي باك مشين.
3. ↑  اقتباس من الملحق الخاص مع مجلة العربي عدد يوليو 2005
4. ↑  المصادر المفتوحة الآن (Open Source) نسخة محفوظة 10 يوليو 2018 على موقع واي باك مشين.